# Jakob Rem
Jakob Rem, S.J. (1546 Bregenz – 12. října 1618 Ingolstadt) byl rakouský římskokatolický duchovní a jezuita.

## Život
Narodil se v červnu 1546 v Bregenzu.
O deset let později se s rodinou přestěhoval do bavorského Dillingen an der Donau. Studoval v jezuitské škole a roku 1566 požádal o přijetí do Tovaryšstva Ježíšova. Byl poslán do Říma, kde 18. září 1566 vstoupil do noviciátu. Zde se setkal s významnými jezuity a budoucími světci Petrem Canisiem a Františkem Borgiou. Jeho spolužáky v Římě byl např. Stanislav Kostka a Claudio Acquaviva. Během pobytu v Římě se Jakob dozvěděl o Bratrstvu Panny Marie, mariánské společnosti, která byla založena o několik let dříve.
Po dokončení noviciátu se na podzim roku 1568 vrátil do Dillingenu, kde studoval filozofii. O rok později získal magisterský titul a následně studoval teologii. Roku 1573 přijal v Augsburgu kněžské svěcení. Dne 13. listopadu 1574 založil v Dillingenu mariánskou kongregaci zasvěcenou Nanebevzetí Panny Marie. Byla to první mariánská kongregace založená v jižním Německu. Roku 1582 byl jmenován kancléřem jezuitského semináře a o dva roky později byl přemístěn na jezuitskou kolej v Mnichově, kde se stal prefektem semináře.
Roku 1586 byl ustanoven kancléřem semináře v Ingolstadtu. Byl obdarován vizemi, extázemi a viděním budoucnosti. Dne 4. května 1595 založil sdružení Colloquium Marianum. Součástí sdružení bylo mnoho zastánců protireformace. Zemřel 12. října 1618.

## Proces svatořečení
Proces svatořečení byl zahájen 27 let po úmrtí. V třicátých letech 20. století bylo započato informativní šetření a 17. ledna 2010 došlo k obnovení procesu.